# État standard
En chimie, l'état standard d'une substance est défini comme un état particulier de la substance servant de référence pour les bases de données physico-chimiques. Il correspond généralement au corps pur sous un état particulier, parfois virtuel, à une température particulière et sous la pression standard : p° = 1 bar = 105 Pa. Pour l'état gazeux, il s'agit de l'état de gaz parfait, état légèrement différent de l'état réel. Les tables élémentaires de thermodynamique chimique se limitent souvent à la température de référence 298,15 K (25 °C) mais les tables plus complètes donnent les grandeurs thermodynamiques standard à diverses températures.
Remarque : dans les anciennes tables, les données se réfèrent à la pression normale de 1 atm = 1,013 25 × 105 Pa. Concernant les données des tables, ce changement n'a aucune conséquence pour les états liquide et solide et des conséquences généralement négligeables pour l'état gazeux.

## Corps pur
- L'état standard d'un gaz pur est le gaz parfait hypothétique à la pression standard de 1 bar. Aucun gaz réel n'est parfait sauf à une pression infiniment faible, mais cette définition permet de tenir compte de la non-idéalité.
- L'état standard d'une phase condensée (solide ou liquide) est la même phase pure, encore à la pression standard de 1 bar.
- Pour une solution en phase condensée, l'état standard du solvant est le dit solvant en état pur, toujours à la pression standard de 1 bar.

## État standard de référence pour les corps purs
- Un état standard particulier utilisé pour les tables est l'état standard de référence défini pour chaque élément chimique. C'est généralement l'état de l'élément pur le plus stable à la température considérée et sous 1 bar.
- Pour un solide cristallisé, c'est la variété allotropique stable à la température choisie. Exemple : le carbone graphite est l'état standard dans les conditions normales de température, contrairement au carbone diamant qui est métastable.

### Exemples d'état standard de quelques corps purs
L'état standard correspond à leur forme stable à la température choisie ; par exemple ici, T = 298 K.
| Élément chimique | Symbole | Numéro atomique | Espèce chimique de l'état standard | État   | Formule chimique            |
| Hydrogène        | H       | 1               | Dihydrogène                        | Gazeux | H2(g)                       |
| Hélium           | He      | 2               | Hélium                             | Gazeux | He(g)                       |
| Carbone          | C       | 6               | Graphite                           | Solide | C(graphite)                 |
| Azote            | N       | 7               | Diazote                            | Gazeux | N2(g)                       |
| Oxygène          | O       | 8               | Dioxygène                          | Gazeux | O2(g)                       |
| Fluor            | F       | 9               | Difluor                            | Gazeux | F2(g)                       |
| Phosphore        | P       | 15              | Phosphore blanc                    | Solide | P4(s)                       |
| Fer              | Fe      | 26              | Ferrite {\displaystyle \alpha }    | Solide | Fe({\displaystyle \alpha }) |
| Cuivre           | Cu      | 29              | Cuivre {\displaystyle \alpha }     | Solide | Cu({\displaystyle \alpha }) |

## Solutions: états standard du solvant et d'un soluté
Dans une solution liquide, les états standard des constituants sont toujours définis sous la  pression p° = 1 bar. Mais l'état standard est différent selon qu'un constituant est considéré comme le solvant ou comme un soluté. Pour un constituant donné, les deux définitions possibles sont les suivantes :
- dans son état standard « solvant », il est à l'état de liquide pur ;
- dans son état standard « soluté » il est supposé être dans une solution qui conserverait les propriétés d'une solution assez diluée pour demeurer idéale jusqu'à la concentration standard fixée par convention à c° = 1 mol/l. Il s'agit d'un état extrapolé, qui est souvent assez éloigné de l'état réel sauf dans les solutions qui restent idéales dans tout le domaine de concentration. Cette définition est analogue à celle de l'état standard d'un gaz qui est supposé demeurer parfait jusqu'à la pression p°. On peut aussi définir des échelles de soluté en molalité où l'état standard correspond à la molalité de 1 mol/kg ou en fraction molaire où l'état standard correspond à un soluté pur. Ce sont toujours des états virtuels puisque le soluté doit garder son comportement infiniment dilué.

Dans un mélange de deux liquides, par exemple eau-alcool, chacun des deux constituants peut être considéré indifféremment comme le solvant ou le soluté, d'où en tout quatre états standard. Par contre lorsque l'on dissout un solide (exemple : chlorure de sodium) dans un liquide (exemple : eau), le solide est nécessairement le soluté.

## Lien avec le potentiel chimique
D'une façon générale, l'état standard est l'état où pour chaque constituant {\displaystyle i} le potentiel chimique {\displaystyle \mu _{i}} est égal au potentiel chimique standard {\displaystyle \mu _{i}^{\circ }}. Comme le potentiel chimique s'écrit :
{\displaystyle \mu _{i}=\mu _{i}^{\circ }+RT\ln a_{i}},
cela revient à définir l'état standard comme l'état où l'activité de chaque constituant {\displaystyle a_{i}} est égale à 1. L'état standard dépend ainsi de l'échelle d'activité considérée.